# Північний провулок (Житомир)
Північний провулок — провулок в Богунському районі міста Житомира.

## Опис
Знаходиться в північній частині міста. Бере початок від провулку Галанчикової, прямує на північний схід та завершується перехрестям з проспектом Незалежності.
Забудова провулку представлена індивідуальними житловими будинками садибного типу.

## Історичні відомості
Провулок почав формуватися у першій половині ХХ століття на вільних від забудови землях. 
У 1940-х роках провулок був довшим: брав початок з Болгарської вулиці (тоді — Північна вулиця). 
У 1950-х роках забудова провулка сформувалася. У 1958 році закріплена чинна назва провулка, яка походить від тодішньої назви Болгарської вулиці — Північної, з якої провулок брав початок.
Станом на 1968 рік провулок прийняв нинішню конфігурацію та довжину.